# Frans Lindskog
Frans Christian Lindskog, född 25 mars 1843 i Tåby, död 1 juni 1910 i Varnums socken, Värmland, var en svensk arkitekt.
Han studerade vid Tekniska Elementarskolan i Norrköping 1860-63 och vid Konstakademien i Stockholm 1864-69. Han arbetade sedan som privat arkitekt i Stockholm. Han var verkställande direktör och arkitekt vid AB Ekmans Mekaniska Snickerifabrik 1873-90  i Stockholm och senare Lilla Alby. Under hans ledning erövrade fabriken ett världsrykte, där hans villor i fornnordisk stil vann bland annat guldmedalj vid Världsutställningen 1878 i Paris.
Lindskog kom att spela en viktig roll i nybyggarsamhället Sundbybergs köping som en av de första nybyggarna. Söder om järnvägen lät han uppföra de så kallade Franstorpshusen. Han var religiöst engagerad i Lutherska missionsföreningen och var med i bildandet av församlingen i Sundbyberg. 1892 invigde man Alby kyrka vilken uppförts enligt Lindskogs ritningar. Då församlingen splittrades ritade Lindskog utbrytargruppens nya kyrka Betlehemskyrkan i Sundbyberg.
1907 sålde Lindskog markinnehavet till Sundbybergs köping varefter han flyttade till Villa Kullen i Nässundet i Värmland.

Som konstnär finns Lindskog representerad vid Norrköpings konstmuseums samling med akvarellen Seglande lotsbåt.

## Verk i urval
- Smålands hypoteksförening, Växjö.[4]
- Väddö kyrka 1872.[4]
- Svenska utställningsannexet, världsutställningen 1878.[4]
- Allmänna 16:e svenska lantbruksmötets byggnader 1886.[4]
- Åre turisthotell 1896.[4]
- Restaurering Solna kyrka (1884) Borrby kyrka (1894), Värmdö kyrka och Länna kyrka[förtydliga] (1894-1895) kyrkor.[4]

## Bilder

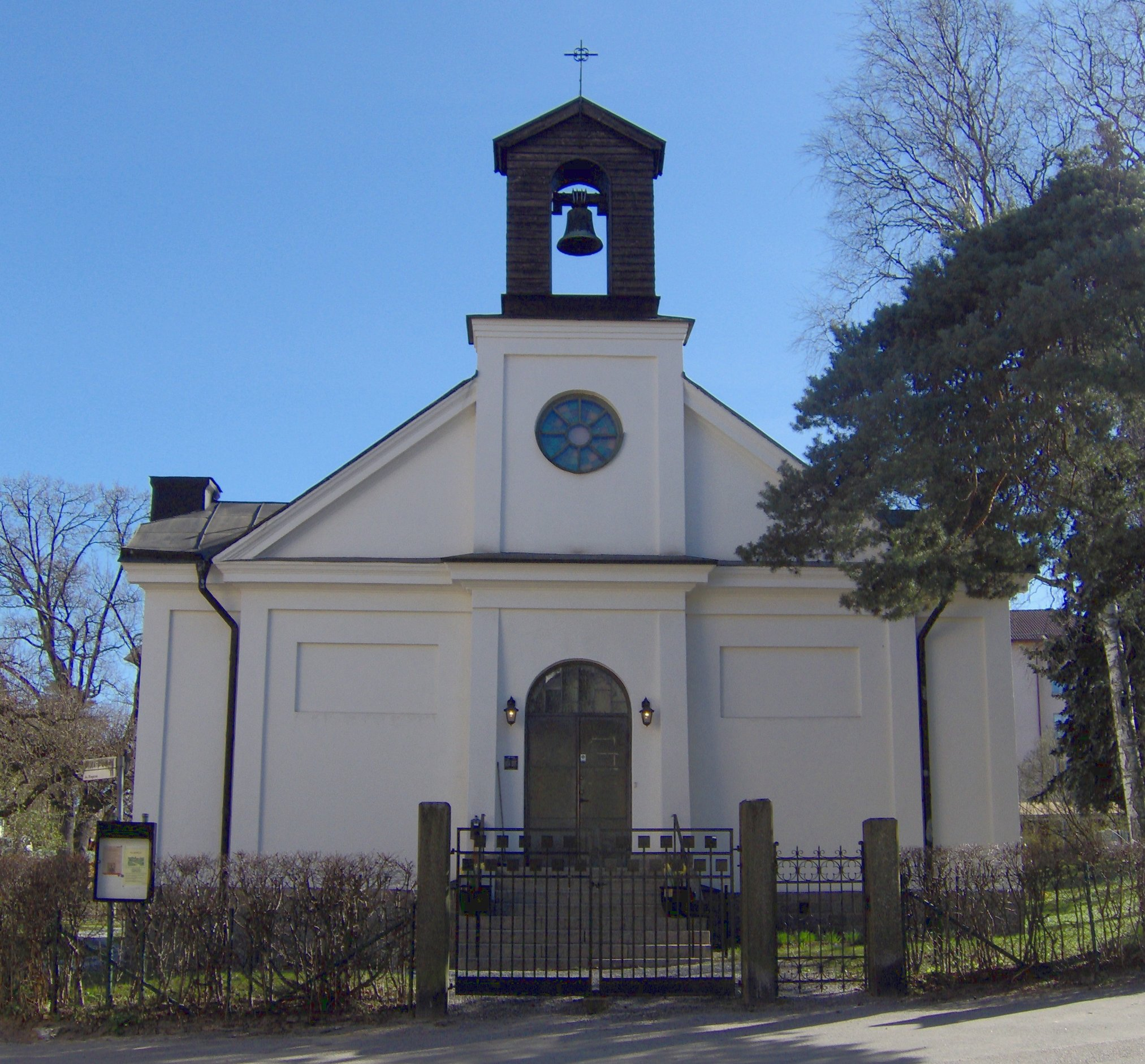
Alby kyrka
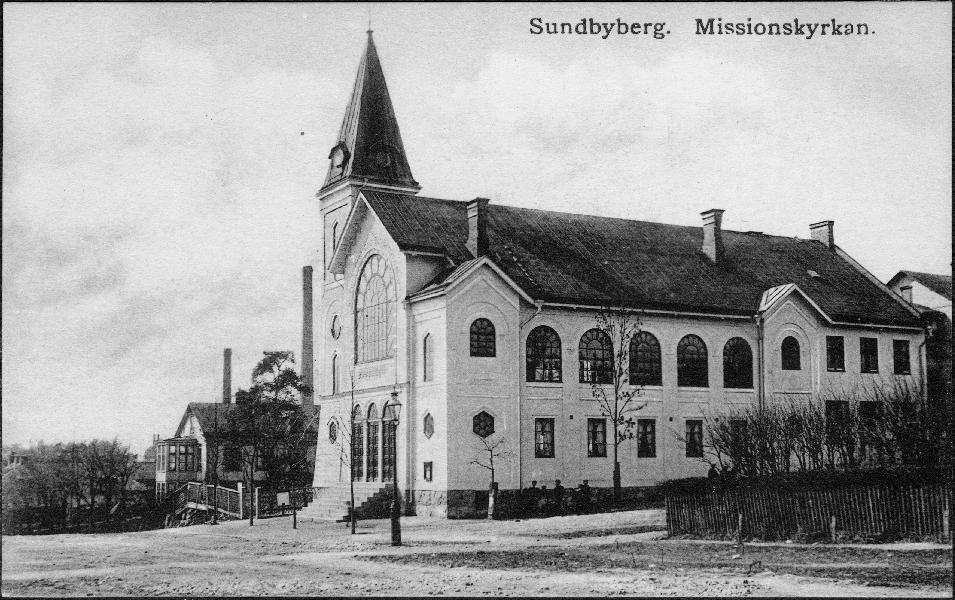
Betlehemskyrkan, Sundbyberg